# Municipio de Clay (condado de Adair)
El municipio de Clay (en inglés: Clay Township) es un municipio ubicado en el condado de Adair en el estado estadounidense de Misuri. En el año 2010 tenía una población de 626 habitantes y una densidad poblacional de 3,04 personas por km².

## Geografía
El municipio de Clay se encuentra ubicado en las coordenadas 40°16′8″N 92°25′30″O / 40.26889, -92.42500. Según la Oficina del Censo de los Estados Unidos, el municipio tiene una superficie total de 206.21 km², de la cual 206,1 km² corresponden a tierra firme y (0,05 %) 0,1 km² es agua.

## Demografía
Según el censo de 2010, había 626 personas residiendo en el municipio de Clay. La densidad de población era de 3,04 hab./km². De los 626 habitantes, el municipio de Clay estaba compuesto por el 98,72 % blancos, el 0,16 % eran afroamericanos, el 0,32 % eran asiáticos y el 0,8 % eran de una mezcla de razas. Del total de la población el 1,12 % eran hispanos o latinos de cualquier raza.